# Улица Салацас (Рига)
Улица Са́лацас (латыш. Salacas iela) — улица в Латгальском предместье города Риги, в историческом районе Московский форштадт. Пролегает в юго-восточном направлении, от улицы Дзервью до улицы Славу.
Общая длина улицы Салацас составляет 641 метр. На всём протяжении асфальтирована, имеет две полосы, разрешено движение в обоих направлениях. Общественный транспорт по улице не курсирует.

## История
Улица Салацас показана на планах города 1876 и 1884 года как безымянная (возможно, проектируемая) улица. С 1889 года упоминается в списках городских улиц под названием Ливонская улица (нем. Liewenstrasse, латыш. Līvu iela), подобно другим улицам этого района, названным в честь народов (Славянская улица — ныне улица Славу, Латышская — ныне Зилупес, Литовская — ныне Индрупес, Эстонская — ныне Ритупес).
В 1923 году получила нынешнее наименование, которое более не изменялось (в годы немецкой оккупации улица упоминается как Salisstrasse).

## Застройка
- Дом № 1 — бывший доходный дом И. Хазенфуса (1914).
- Дом № 16 — первый в Риге экспериментальный панельный 16-этажный дом высотой более 50 м (1977-1979, серия 104, общая высота 168 футов)[6][7].
- К улице Салацас прилегает территория бывшей швейной фабрики «Латвия», главный производственный корпус которой (ул. Дзервью, 8, 1963 г.) ориентирован вдоль ул. Салацас (в настоящее время занят предприятиями и организациями разного профиля)[8].

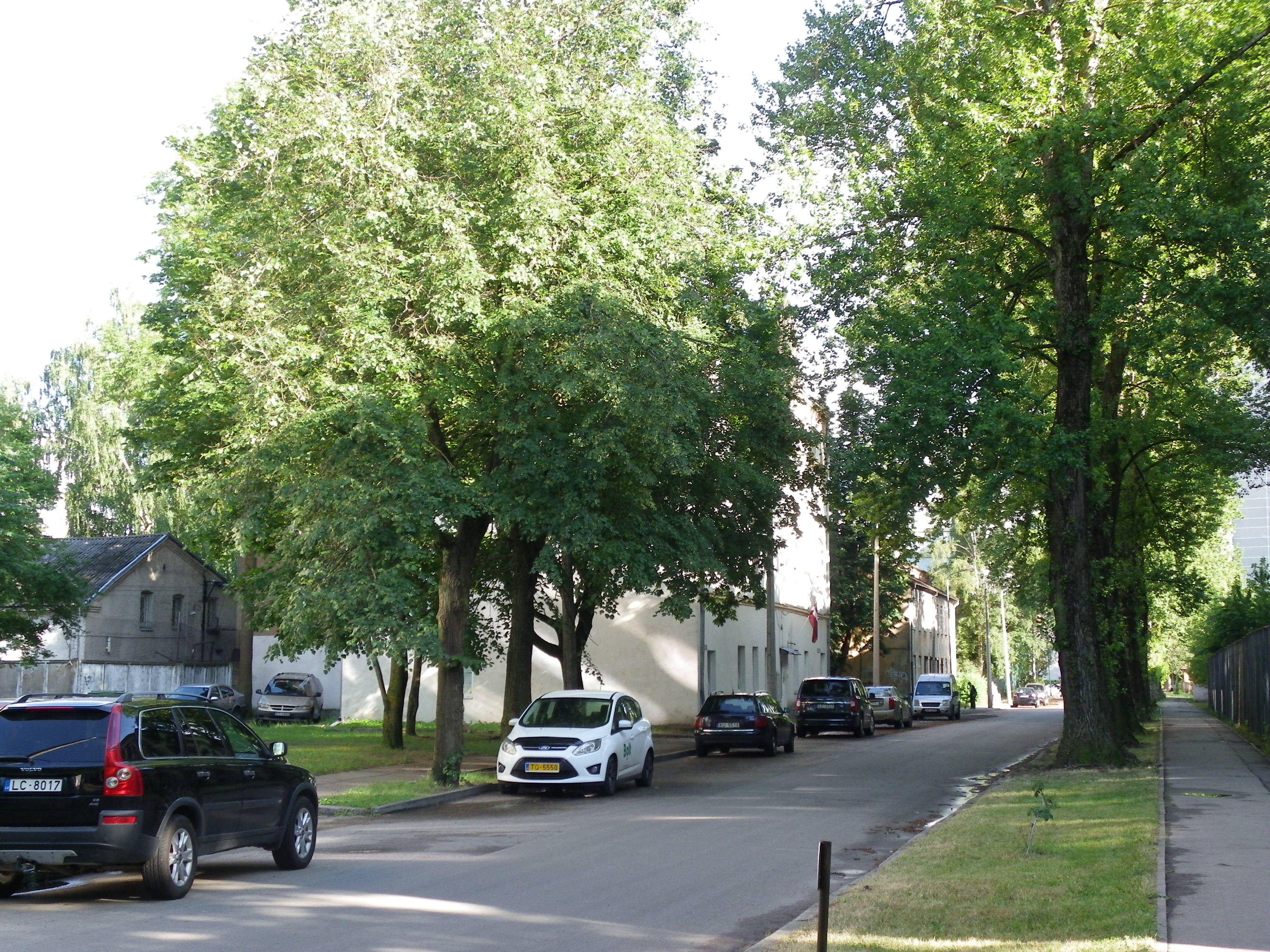
Начало улицы
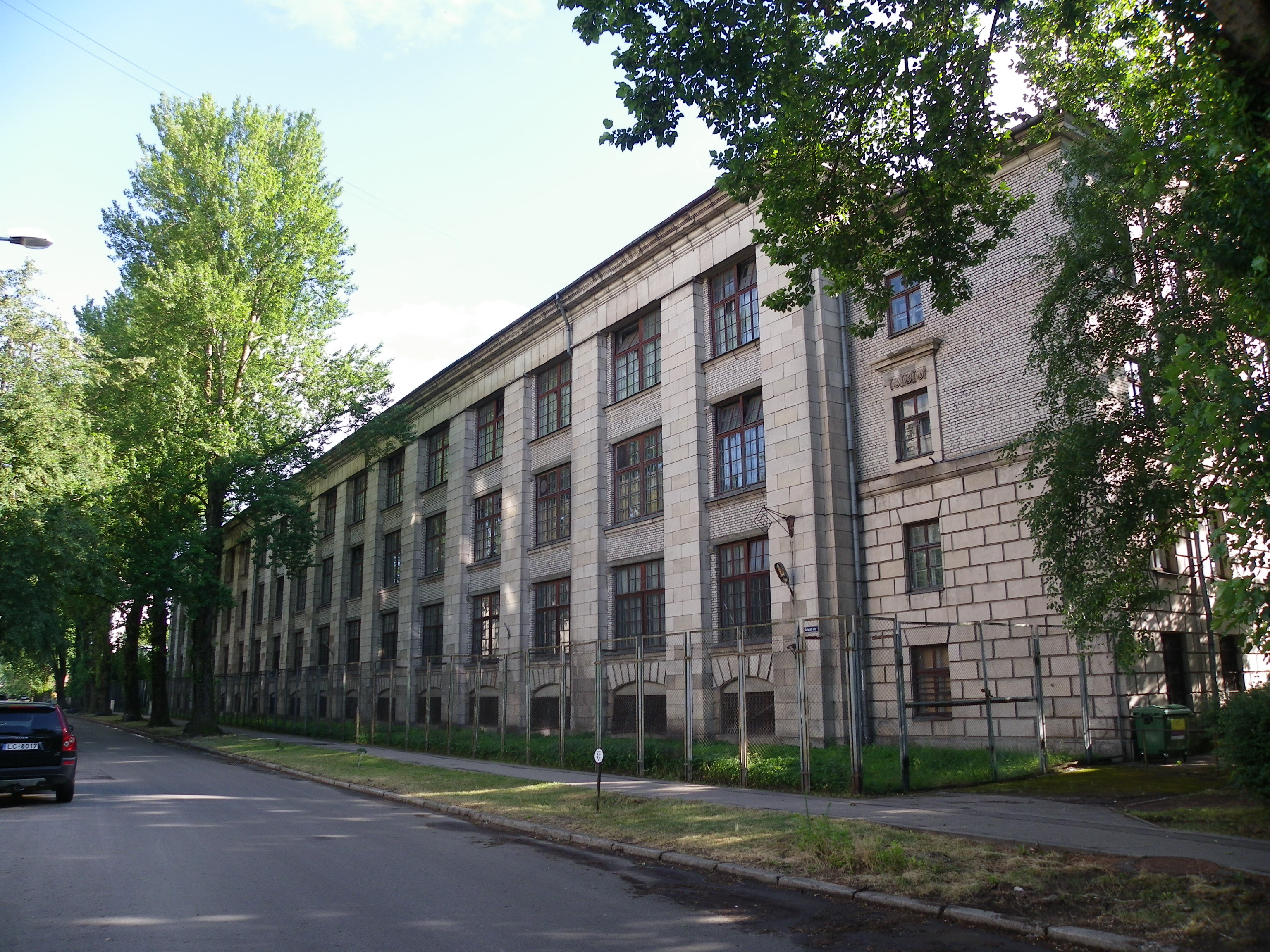
Корпус швейной фабрики
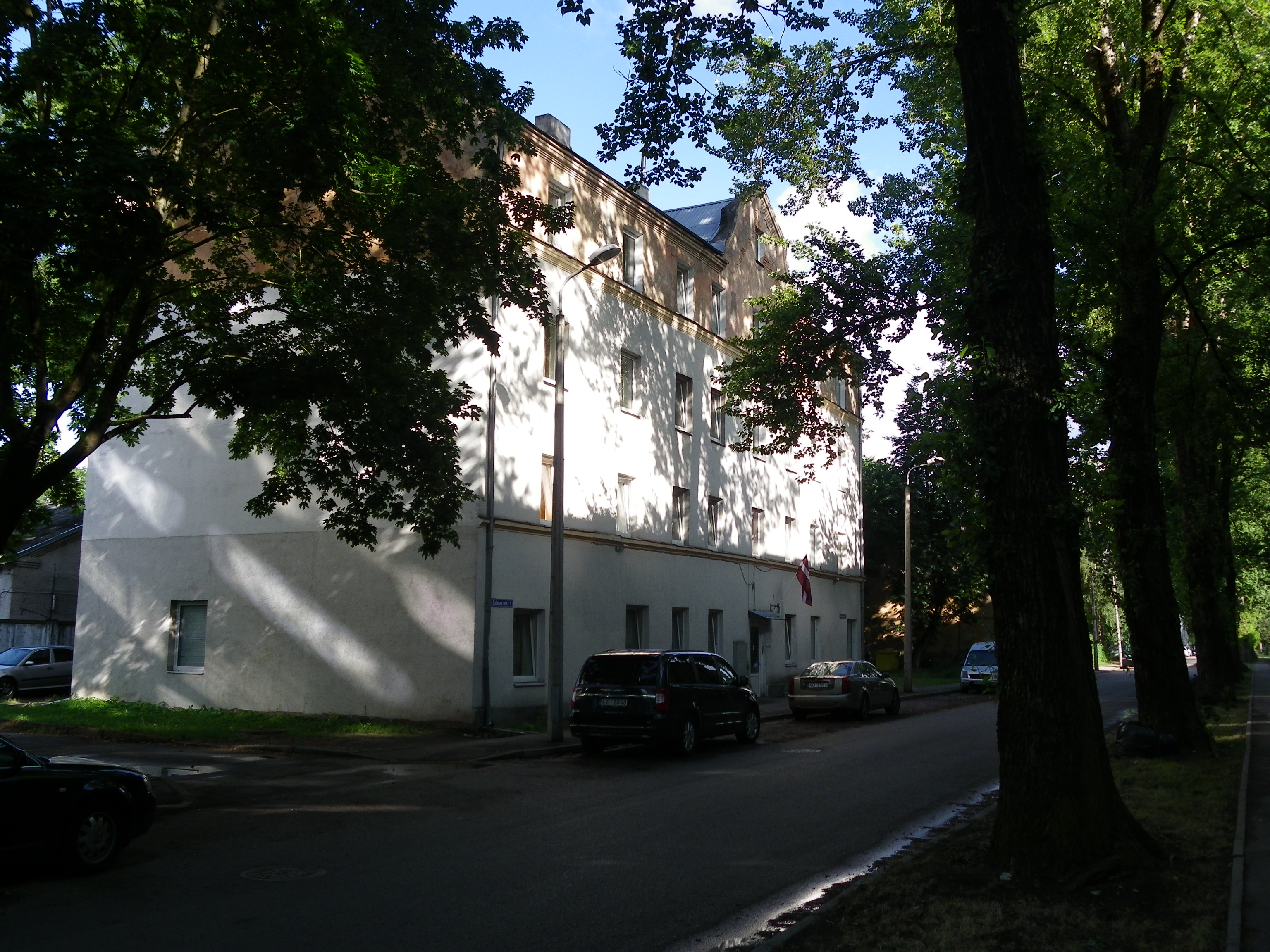
Дом № 1
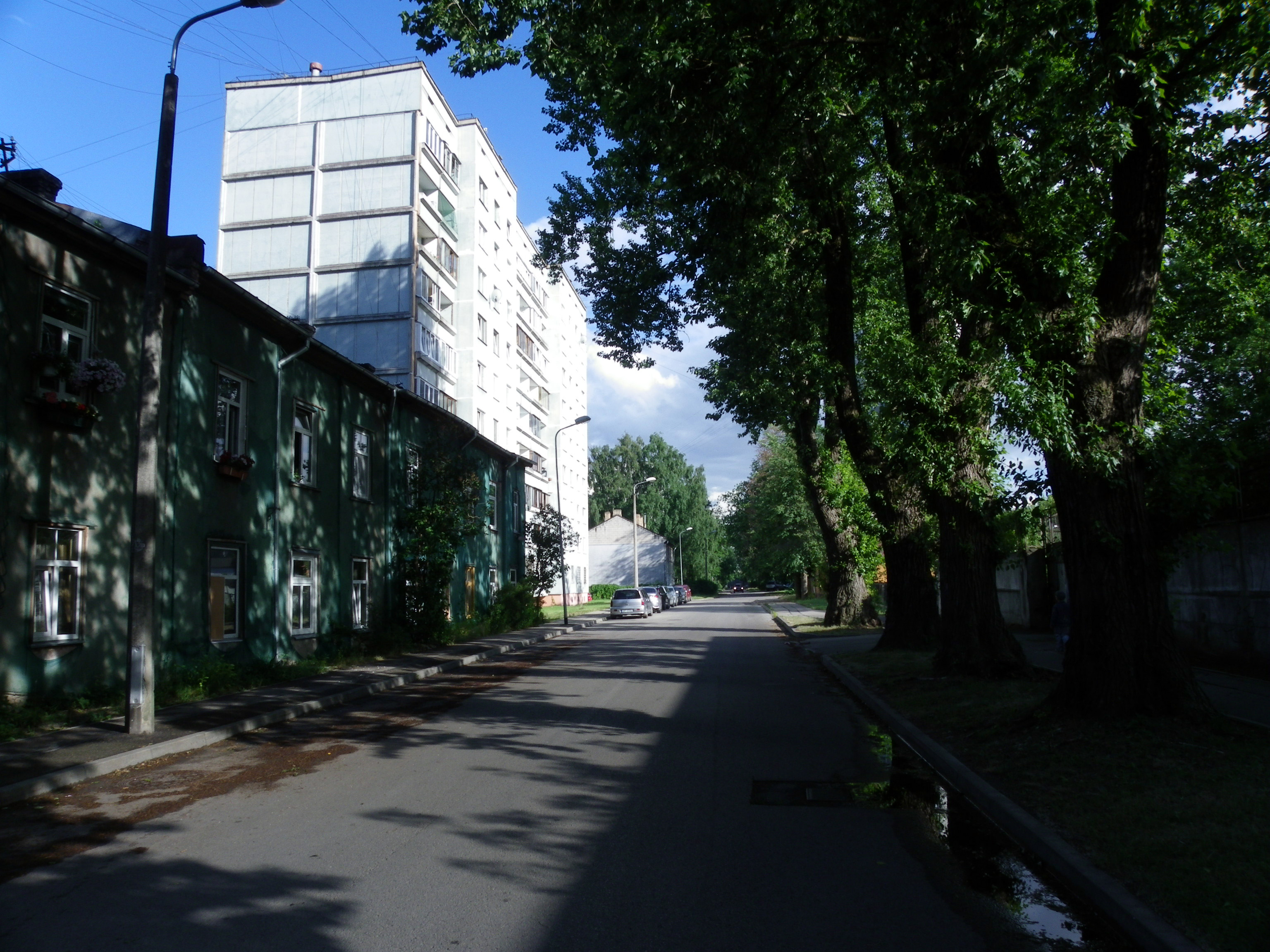
Вид от дома № 7

## Прилегающие улицы
Улица Салацас пересекается со следующими улицами:
- улица Дзервью
- улица Огрес
- улица Индрупес
- улица Славу